# Petra (Macedonia Centrale)

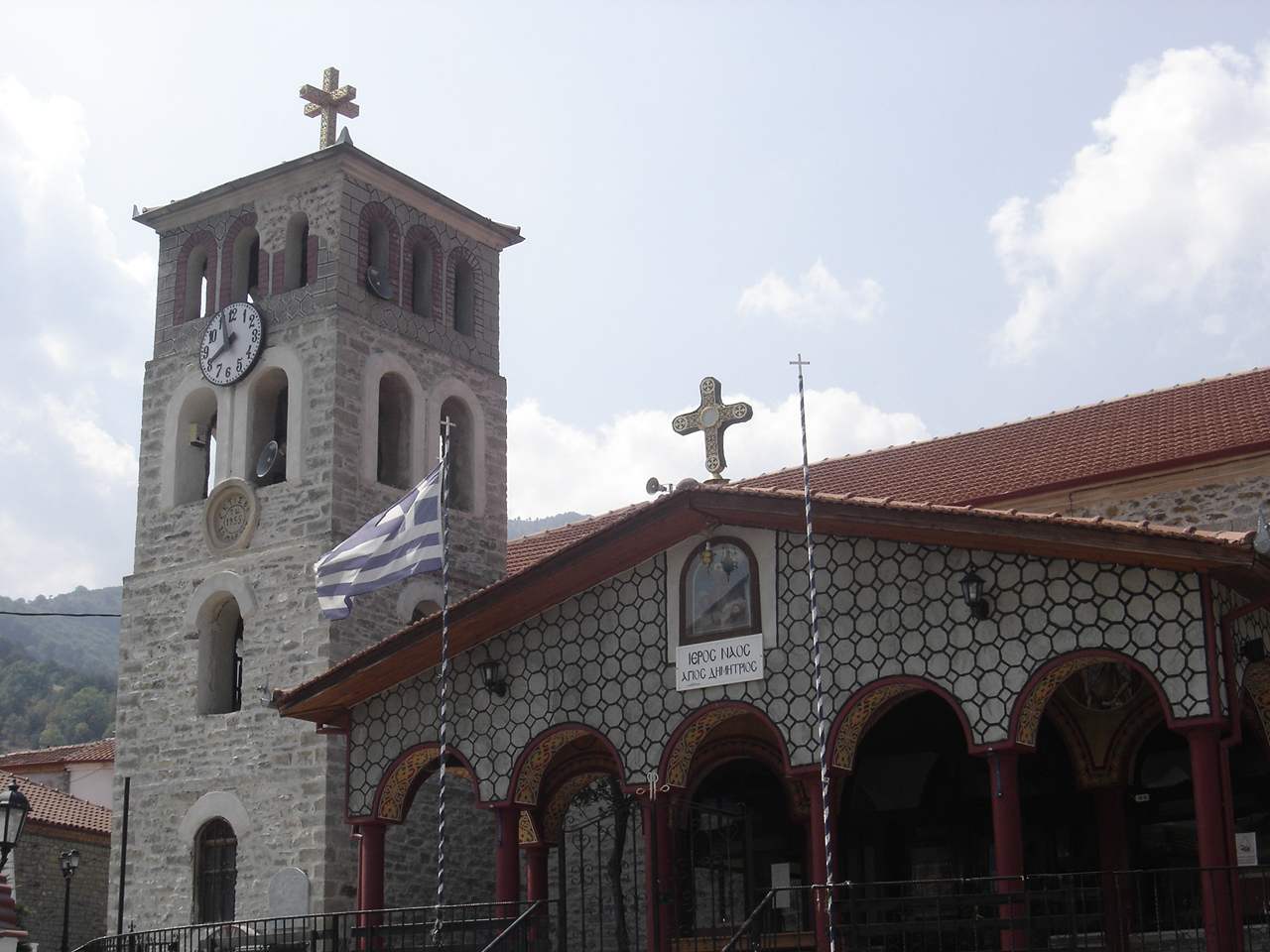
Chiesa di San Dimitrio nel villaggio di Agios Dimitrios in Petra

Petra (in greco Πέτρα?) è un ex comune della Grecia nella periferia della Macedonia Centrale di 6246 abitanti secondo i dati del censimento 2001.
È stato soppresso a seguito della riforma amministrativa, detta Programma Callicrate, in vigore dal gennaio 2011 ed è ora compreso nel comune di Katerini.
Si trova ai piedi della zona montuosa costituita dal Monte Olimpo a sud e dai Monti della Pieria a nord. Anticamente Petra aveva una grande importanza militare in quanto controllava uno dei passi che collegavano la Tessaglia con la Macedonia.